# Joris van der Hoeven

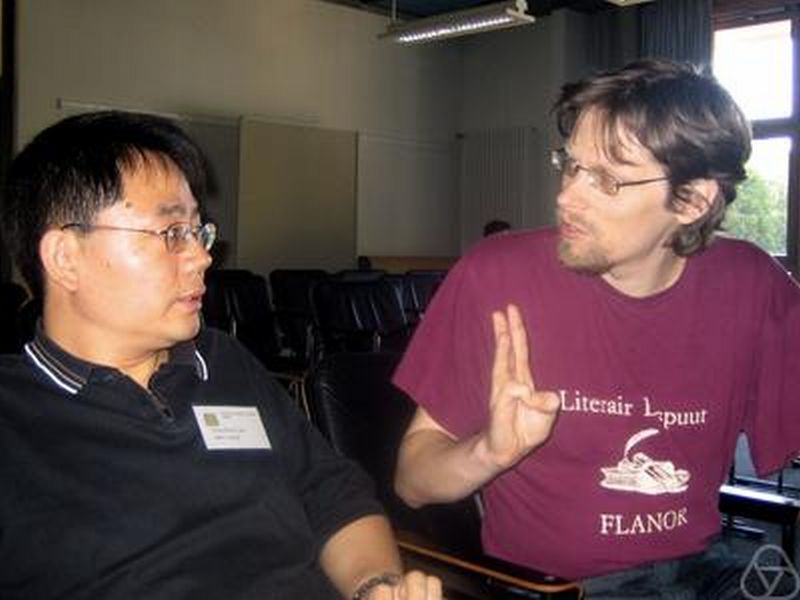
Von links: Xiao-Shan Gao, Joris van der Hoeven 2006

Joris van der Hoeven (* 1971) ist ein niederländischer Mathematiker und Informatiker, der sich mit algebraischer Analysis und Computeralgebra befasst.
Joris van der Hoeven wurde 1997 bei Jean-Marc Steyaert an der Universität Paris VII promoviert (Asymptotique automatique).  Er ist Forschungsdirektor des CNRS und Leiter des Max-Teams (algebraische Modellierung und Programmierung) am Labor für Informatik der École polytechnique.
Er befasst sich mit Trans-Reihen, Verallgemeinerungen formaler Potenzreihen (mit Operationen wie Exponentiation, Logarithmieren) mit Anwendungen in der algebraischen Analysis und asymptotischen Lösungen nichtlinearer Differentialgleichungen. Er untersucht neben deren Eigenschaften als Teil einer  Differentialalgebra und der Modelltheorie auch deren algorithmische Aspekte wie auch die der klassischen komplexen Funktionentheorie.
Er ist Hauptentwickler von GNU TeXmacs (eine Editier-Plattform) und Mathemagix (ebenfalls freie Software, ein Computeralgebra und -analysis-System).
2018 war er eingeladener Sprecher auf dem Internationalen Mathematikerkongress in Rio de Janeiro (mit Matthias Aschenbrenner, Lou van den Dries: On numbers, germs, and transseries). 2018 erhielten die drei den Karp-Preis.

## Schriften (Auswahl)
- Transseries and Real Differential Algebra, Springer 2006
- mit Lou van den Dries, Matthias Aschenbrenner: Asymptotic Differential Algebra and Model Theory of Transseries, Annals of Mathematical Studies 195, Princeton UP 2017